# Lykleøyna
Lykleøyna est une île norvégienne du comté de Hordaland appartenant administrativement à Herdla.

## Description
Rocheuse et couverte de quelques arbres, elle s'étend sur environ 369 m de longueur pour une largeur approximative de 186 m. Elle compte deux habitations. 